# Avenged Sevenfold
Avenged Sevenfold (używany skrót: A7X) – amerykański zespół pochodzący z Huntington Beach w Kalifornii. Powstał w 1999 roku. Dwa pierwsze albumy utrzymane są w stylu metalcore, na kolejnych grupa ewoluowała i całkowicie odmieniła swój styl, który trudno jednoznacznie zakwalifikować.

## Życiorys

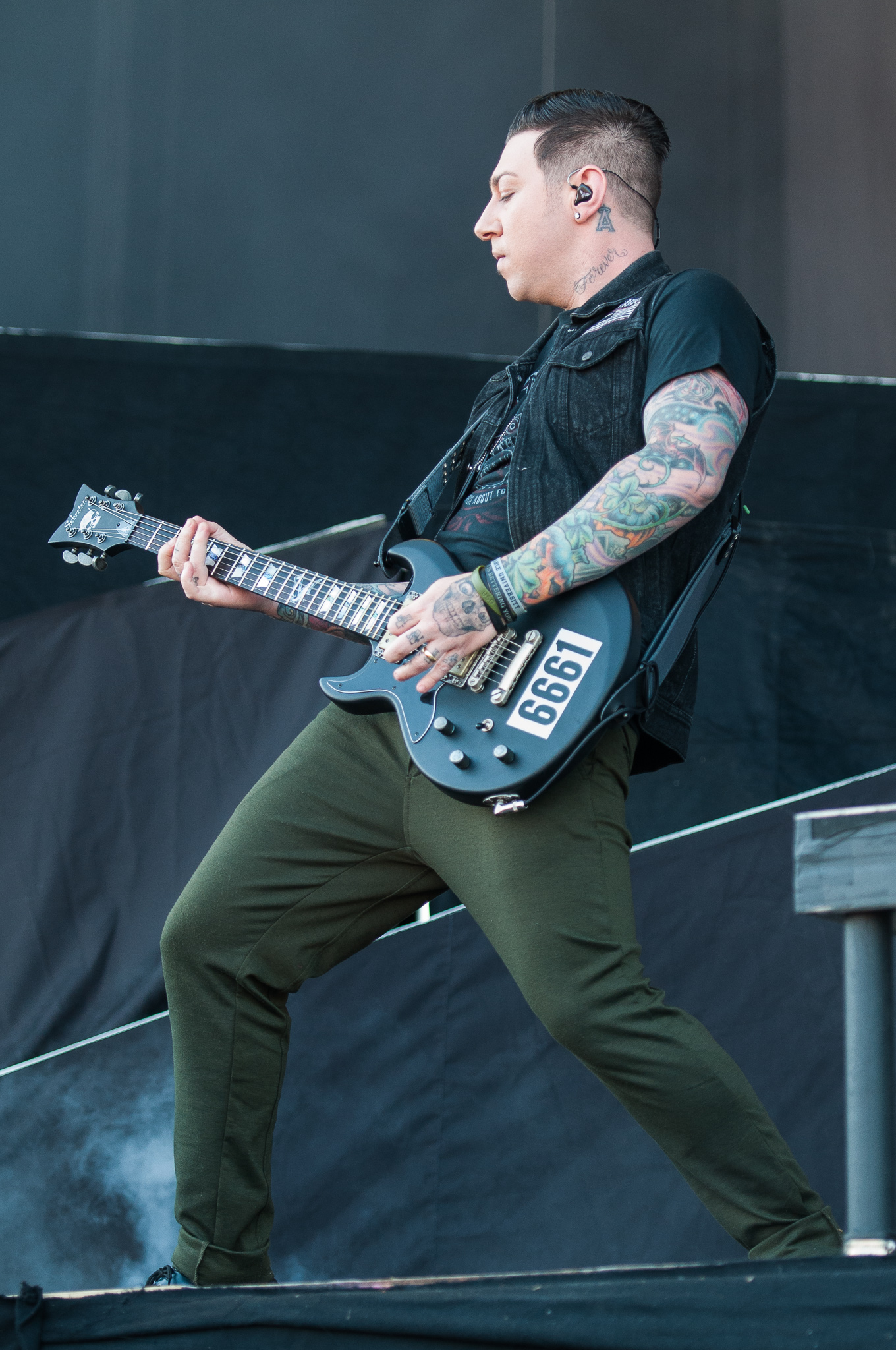
Zacky Vengeance podczas koncertu na festiwalu Rock im Park w 2014 roku

Zespół został założony w 1999 roku w Huntington Beach w Kalifornii, w skład którego pierwotnie wchodzili M. Shadows, Zacky Vengeance, The Rev i Matt Wendt. M. Shadows dał pomysł na nazwę zespołu, która miałaby nawiązywać do biblijnej historii o Kainie i Ablu, chociaż jak członkowie sami przyznają, nie są zbyt religijni.
Przed wydaniem pierwszego albumu zespół nagrał dwa dema w 1999 i 2000. Debiutancki krążek Sounding the Seventh Trumpet był nagrany kiedy członkowie mieli po osiemnaście lat i wciąż chodzili do liceum. Oficjalnie płyta ta była wydana przez wytwórnię Good Life Recordings w 2001, lecz po tym, jak do zespołu pod koniec 1999 dołączył gitarzysta prowadzący Synyster Gates, pierwszy utwór z płyty „To End the Rapture” został nagrany ponownie w wersji metalowej. Następnie album został wydany ponownie przez Hopeless Records w 2002 roku.
Avenged Sevenfold zaczął zyskiwać popularność i grał z takimi zespołami jak Mushroomhead czy Shadows Fall, a także wystąpił na Take Action Tour. Dogadując się z czwartym basistą, Johnnym Christem, wydali Waking the Fallen w Hopeless Records w sierpniu 2003. Album był dojrzalszy i lepszy technicznie w porównaniu z pierwszą płytą. Tygodnik Billboard i dziennik The Boston Globe zamieściły obszerne artykuły o zespole, który zagrał na kolejnej edycji Vans Warped Tour. W 2004 Avenged Sevenfold zagrali znów na Vans Warped Tour i nagrali klip do „Unholy Confessions”, który był często emitowany w programie MTV2 Headbangers Ball. Krótko po wydaniu Waking the Fallen, Avenged Sevenfold opuścił Hopeless Records i podpisali umowę z Warner Bros. Records.
City of Evil, trzeci album zespołu został wydany 7 czerwca 2005 roku. Dzięki sukcesowi pierwszego singla „Bat Country” oraz towarzyszącego mu wideoklipu album sprzedał się bardzo dobrze i zapewnił Avenged Sevenfold status złotej płyty. Na City of Evil zespół odszedł od wcześniejszego metalcorowego brzmienia, a wokalista M. Shadows postanowił zrezygnować z krzykliwego wokalu, który pojawił się na dwóch poprzednich albumach. Pomimo potwierdzenia przez Shadowsa informacji na temat tego, że po Waking the Fallen doznał uszkodzenia strun głosowych, a następnie musiał przejść operację, która miała pomóc w rozwiązaniu tego problemu, podkreślał on, że zmiana stylu wokalu nie miała z tym nic wspólnego. Na DVD All Excess, Mudrock, producent drugiego i trzeciego albumu Avenged Sevenfold, powiedział, że jeszcze przed nagraniem Waking the Fallen Shadows oznajmił, że chce nagrać płytę, na której wokal będzie na częściowo krzyczany, a następnie płytę, na której w ogóle nie będzie krzyku, co zostało osiągnięte na City of Evil. Shadows utrzymuje, że dzięki operacji i treningom wokalnym z Ronem Andersonem, który pracował z takimi gwiazdami jak Axl Rose, Kylie Minogue czy Chris Cornell jest w stanie krzyczeć nawet lepiej niż przed operacją.
27 lipca 2010 roku po trzech latach zespół wrócił z nową płytą Nightmare, która w rankingu Billboard dotarła do pierwszego miejsca najlepiej sprzedających się płyt.
27 sierpnia 2013 roku zespół wydał album szósty studyjny, zatytułowany Hail to the King, który 15 sierpnia tego samego roku zwiastował singiel, zatytułowany właśnie „Hail to the King”.
28 października 2016 roku ukazał się album studyjny zespołu numer siedem – The Stage. Jest to album koncepcyjny, jego tematyka opiera się na problemach sztucznej inteligencji, samozagłady ludzkości i potęgi Wszechświata. Został wydany przez Capitol Records.

## Muzycy

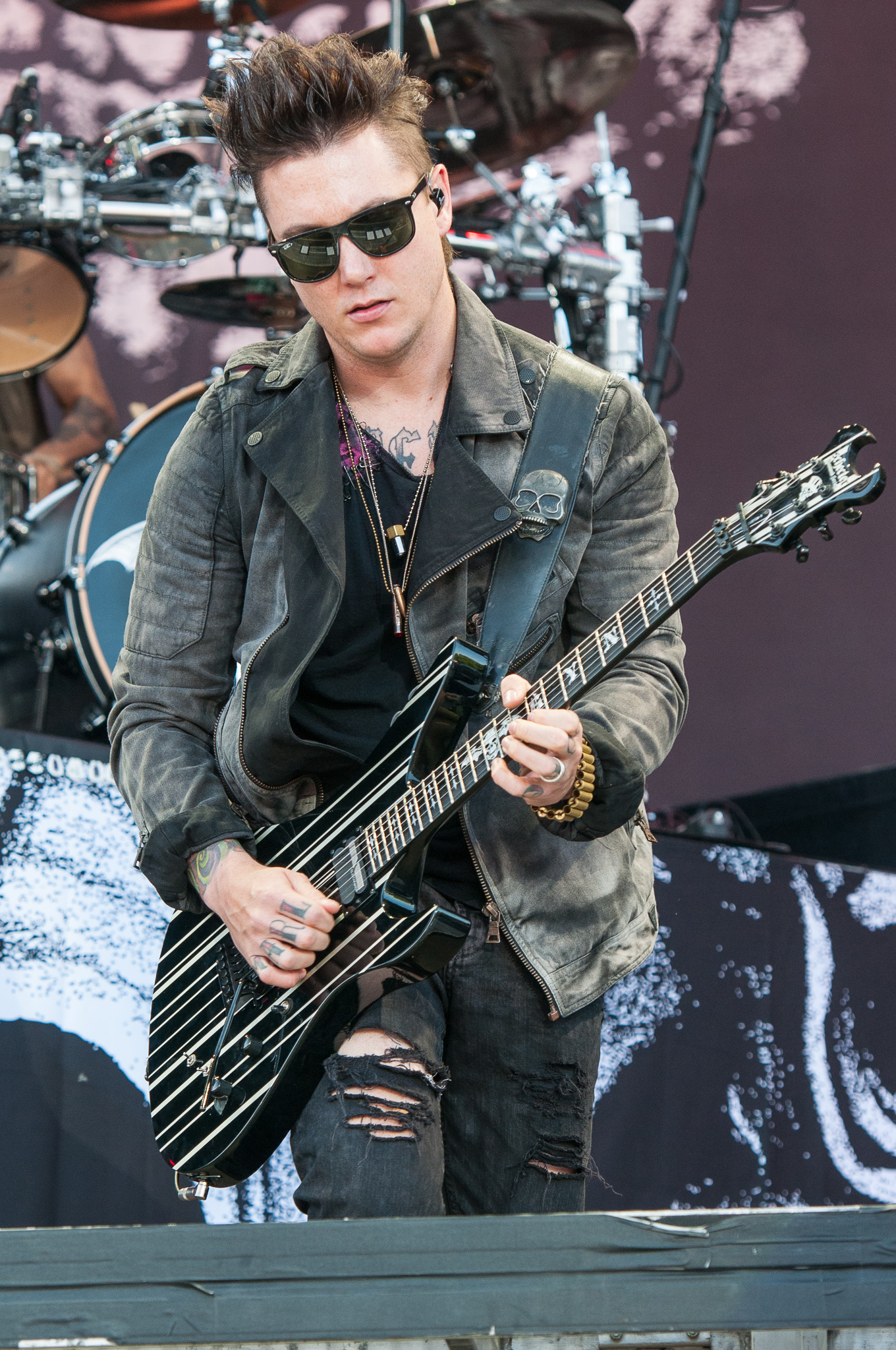
Synyster Gates podczas koncertu na festiwalu Rock im Park w 2014 roku

| Obecny skład zespołu - M. Shadows – wokal prowadzący (od 1999) - Zacky Vengeance – gitara rytmiczna, wokal wspierający (od 1999) - Synyster Gates – gitara prowadząca, wokal wspierający (od 2000) - Johnny Christ – gitara basowa, wokal wspierający (od 2003) - Brooks Wackerman – perkusja (od 2015) |  | Byli członkowie zespołu - Matt Wendt – gitara basowa (1999–2000) - Justin Sane – gitara basowa (2000–2002) - Dameon Ash – gitara basowa (2002–2003) - The Rev – perkusja, wokal wspierający (1999–2009) - Arin Ilejay – perkusja (2011-2015) Muzycy sesyjni i koncertowi - Mike Portnoy – perkusja (2010) |

Oś czasu

## Dyskografia

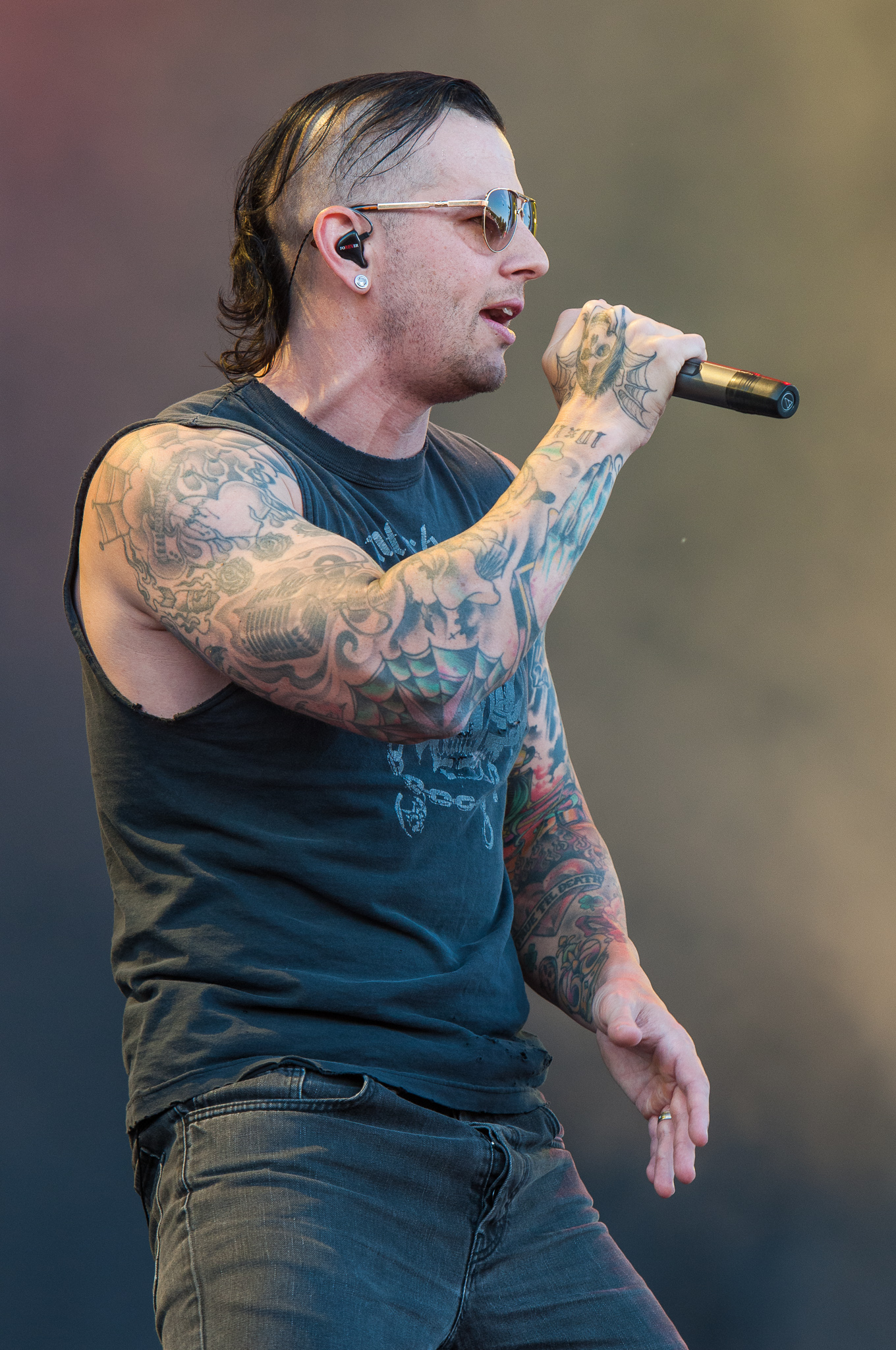
M. Shadows podczas koncertu na festiwalu Rock im Park w 2014 roku

Albumy studyjne
| Sounding the Seventh Trumpet | - Data: 31 stycznia 2001 - Wydawca: Hopeless            | –  | – | –  | –  | – | –  |                                                               |
| Waking the Fallen            | - Data: 26 sierpnia 2003 - Wydawca: Hopeless            | 10 | – | 35 | –  | – | –  | - USA: złota płyta - CAN: złota płyta - UK: srebrna płyta     |
| City of Evil                 | - Data: 7 czerwca 2005 - Wydawca: Warner Bros.          | 30 | – | 63 | 16 | – | –  | - USA: platynowa płyta - CAN: złota płyta - UK: złota płyta   |
| Avenged Sevenfold            | - Data: 30 października 2007 - Wydawca: Warner Bros.    | 4  | 6 | 24 | 12 | – | –  | - USA: złota płyta - UK: złota płyta                          |
| Nightmare                    | - Data: 27 lipca 2010 - Wydawca: Warner Bros.           | 1  | 2 | 5  | 12 | 2 | 1  | - USA: złota płyta - CAN: platynowa płyta - UK: złota płyta   |
| Hail to the King             | - Data: 27 sierpnia 2013 - Wydawca: Warner Bros.        | 1  | 1 | 1  | 15 | 3 | 1  | - USA: złota płyta - CAN: platynowa płyta - UK: srebrna płyta |
| The Stage                    | - Data: 28 października 2016 - Wydawca: Capitol Records | 4  | 1 | 13 | 42 | 9 | 10 |                                                               |
| Life Is But A Dream…         | - Data: 2 czerwca 2023 - Wydawca: Warner Bros.          |    |   |    |    |   |    |                                                               |
| „–” album nie był notowany.  |                                                         |    |   |    |    |   |    |                                                               |

Albumy wideo
| All Excess                              | - Data: 17 lipca 2007 - Wydawca: Warner Bros.    | 7 | 3 | 275 | 12 |                        |
| Live in the LBC & Diamonds in the Rough | - Data: 16 września 2008 - Wydawca: Warner Bros. | – | 2 | –   | –  | - USA: platynowa płyta |
| „–” album nie był notowany.             |                                                  |   |   |     |    |                        |

Albumy koncertowe
| Tytuł                                   | Dane dot. albumu                                 | Pozycja na liście | Pozycja na liście | Pozycja na liście | Pozycja na liście | Pozycja na liście |
| Tytuł                                   | Dane dot. albumu                                 | USA               | CAN               | UK                | JPN               | NZL               |
| --------------------------------------- | ------------------------------------------------ | ----------------- | ----------------- | ----------------- | ----------------- | ----------------- |
| Live in the LBC & Diamonds in the Rough | - Data: 16 września 2008 - Wydawca: Warner Bros. | 27                | 16                | 42                | 44                | 29                |

Minialbumy
| Tytuł                 | Dane dot. albumu                                |
| --------------------- | ----------------------------------------------- |
| Warmness on the Soul  | - Data: 8 sierpnia 2001 - Wydawca: Good Life    |
| Welcome to the Family | - Data: 21 grudnia 2010 - Wydawca: Warner Bros. |

## Teledyski

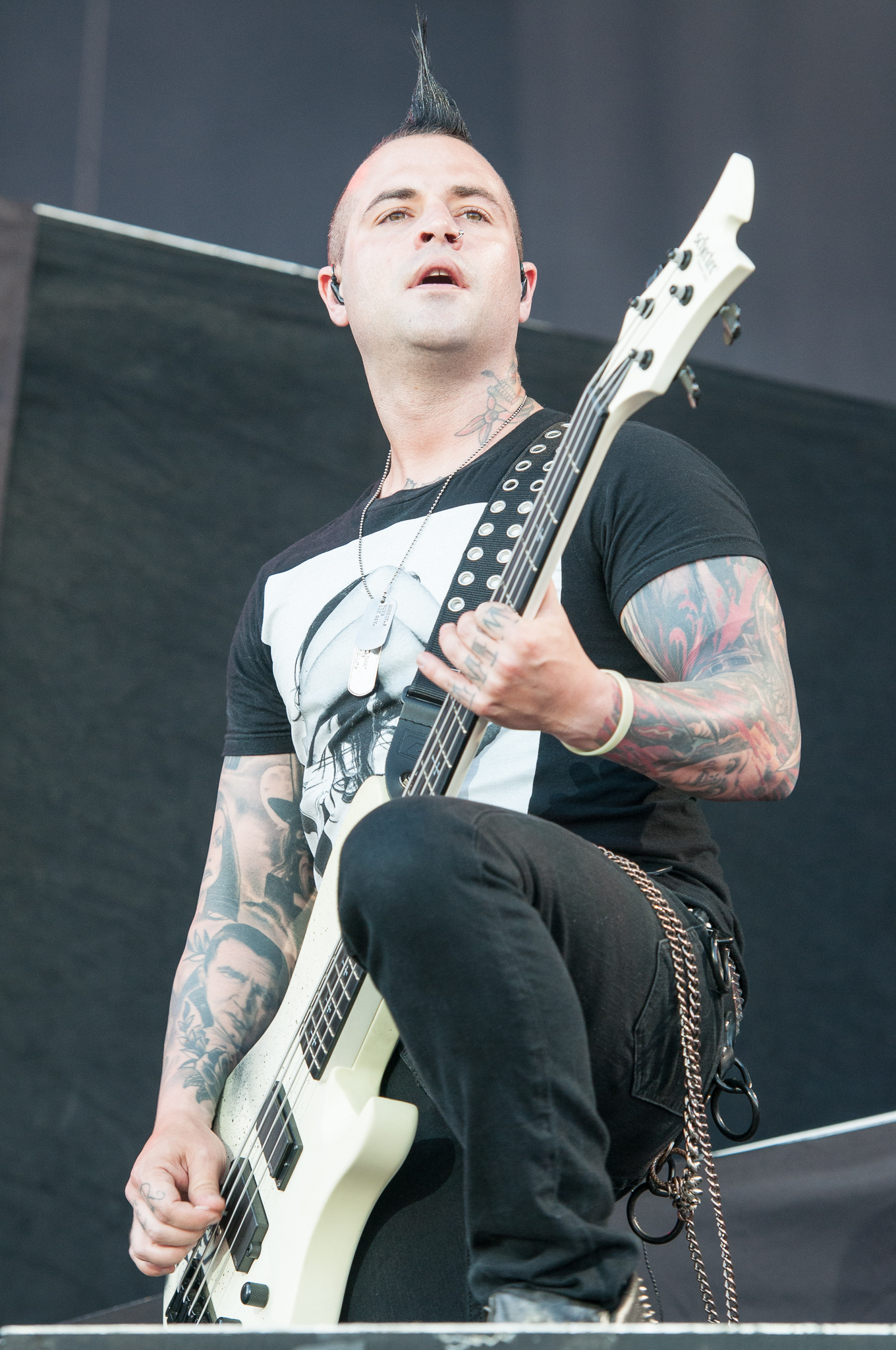
Johnny Christ podczas koncertu na festiwalu Rock im Park w 2014 roku

| Tytuł                            | Rok  | Reżyseria              | Album                      |
| -------------------------------- | ---- | ---------------------- | -------------------------- |
| „Warmness on the Soul”           | 2001 | Broken Robot, Militont | Waking the Fallen          |
| „Unholy Confessions” (version 1) | 2004 | Greg Kaplan            | Waking the Fallen          |
| „Unholy Confessions” (version 2) | 2004 | Greg Kaplan            | Waking the Fallen          |
| „Burn It Down” (live)            | 2005 | Splinter Films UK      | City of Evil               |
| „Bat Country”                    | 2005 | Marc Klasfeld          | City of Evil               |
| „Beast and the Harlot”           | 2006 | Tony Petrossian        | City of Evil               |
| „Seize the Day”                  | 2006 | Wayne Isham            | City of Evil               |
| „Almost Easy”                    | 2007 | P. R. Brown            | Avenged Sevenfold          |
| „A Little Piece of Heaven”       | 2007 | Rafa Alcantara         | Avenged Sevenfold          |
| „Afterlife”                      | 2008 | Wayne Isham            | Avenged Sevenfold          |
| „Dear God”                       | 2008 | Rafa Alcantara         | Avenged Sevenfold          |
| „Nightmare”                      | 2010 | Wayne Isham            | Nightmare                  |
| „So Far Away”                    | 2011 | Wayne Isham            | Nightmare                  |
| „Carry On”                       | 2012 | Treyarch               | Call of Duty: Black Ops II |
| „Hail to the King”               | 2013 | Syndrome               | Hail to the King           |
| „Shepherd of Fire”               | 2013 | Wayne Isham            | Hail to the King           |
| „This Means War”                 | 2014 | Rafa Alcantara         | Hail to the King           |
| „The Stage”                      | 2016 |                        | The Stage                  |
| „God Damn”                       | 2016 |                        | The Stage                  |
| „Nobody”                         | 2023 | Chris Hopewell         | Life Is But A Dream...     |

## Nagrody i wyróżnienia

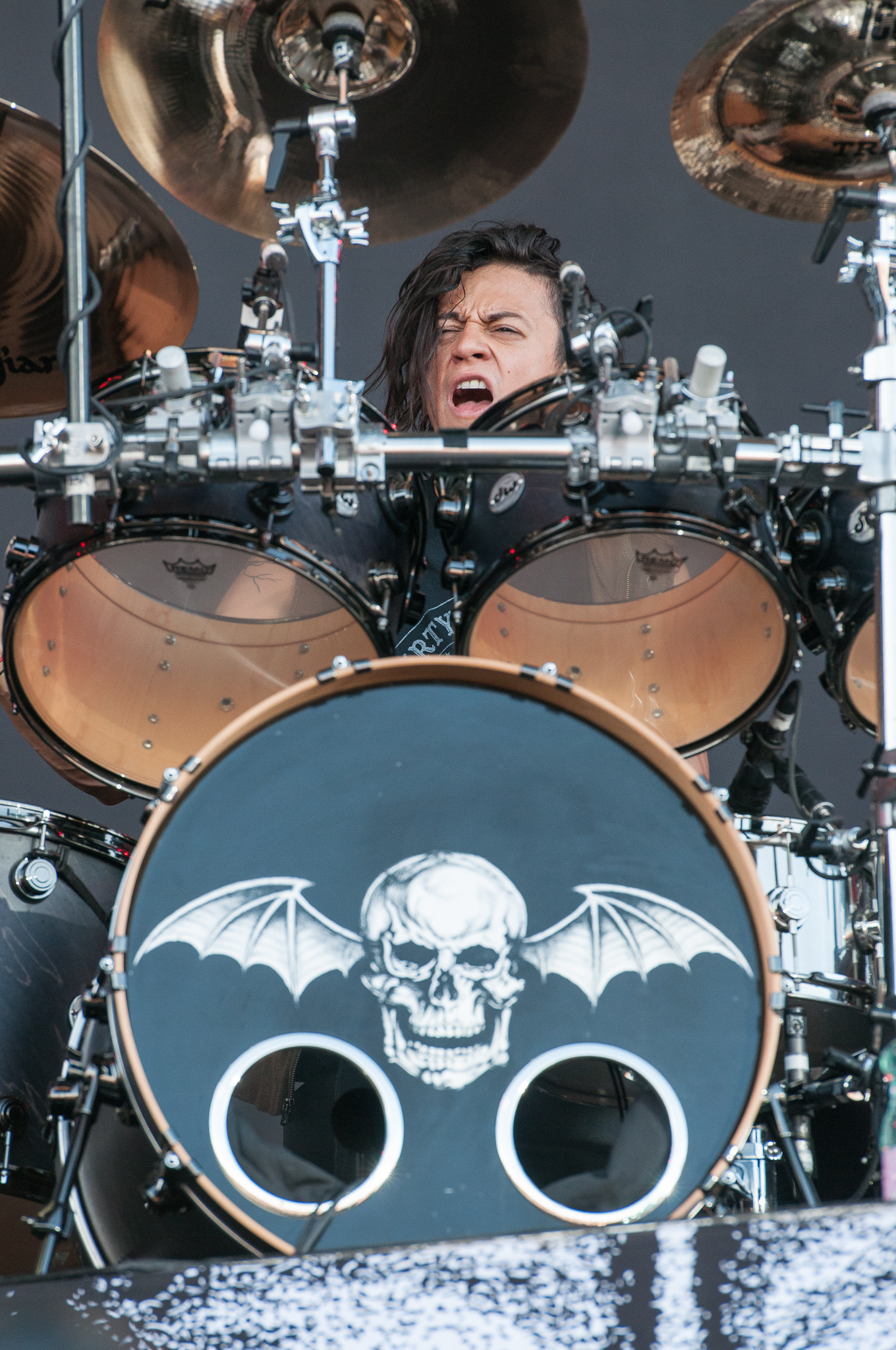
Arin Ilejay podczas koncertu na festiwalu Rock im Park w 2014 roku

| Rok  | Kategoria                                   | Tytułem           | Nagroda                         | Nota      | Źródło |
| ---- | ------------------------------------------- | ----------------- | ------------------------------- | --------- | ------ |
| 2004 | Breakthrough Band                           | Avenged Sevenfold | Metal Hammer Golden Gods Awards | Nominacja | [ 21 ] |
| 2006 | Best New Artist in a Video                  | Avenged Sevenfold | MTV Video Music Awards          | Laur      | [ 22 ] |
| 2006 | Best International Band                     | Avenged Sevenfold | Metal Hammer Golden Gods Awards | Laur      | [ 23 ] |
| 2006 | Dimebag Awards For Young Guitarist Shredder | Synyster Gates    | Metal Hammer Golden Gods Awards | Laur      | [ 23 ] |
| 2006 | Best Video                                  | „Bat Country”     | Metal Hammer Golden Gods Awards | Nominacja | [ 24 ] |
| 2006 | Best Drummer                                | The Rev           | Metal Hammer Golden Gods Awards | Nominacja | [ 24 ] |
| 2006 | Album Of The Year                           | City of Evil      | Metal Hammer Golden Gods Awards | Nominacja | [ 24 ] |
| 2007 | Best Video                                  | „Seize The Day”   | Metal Hammer Golden Gods Awards | Laur      | [ 25 ] |
| 2008 | Best Album                                  | Avenged Sevenfold | Metal Hammer Golden Gods Awards | Nominacja | [ 26 ] |
| 2008 | Best International Band                     | Avenged Sevenfold | Metal Hammer Golden Gods Awards | Nominacja | [ 26 ] |
| 2008 | Best Album                                  | Avenged Sevenfold | Kerrang! Awards                 | Laur      | [ 27 ] |
| 2010 | Best Drummer                                | The Rev           | Revolver Golden Gods Awards     | Laur      | [ 28 ] |
| 2011 | Shredder(s), sponsored by Blackstar         | Synyster Gates    | Metal Hammer Golden Gods Awards | Nominacja | [ 29 ] |
| 2011 | Best International Band                     | Avenged Sevenfold | Metal Hammer Golden Gods Awards | Laur      | [ 30 ] |
| 2014 | Best International Band                     | Avenged Sevenfold | Metal Hammer Golden Gods Awards | Laur      | [ 31 ] |